# Leichtathletik-Weltmeisterschaften 2013/Teilnehmer (Kolumbien)
| Gelbes Symbol für Goldmedaillen mit stilisierten Olympischen Ringen | Graues Symbol für Silbermedaillen mit stilisierten Olympischen Ringen | Braundes Symbol für Bronzemedaillen mit stilisierten Olympischen Ringen |
| ------------------------------------------------------------------- | --------------------------------------------------------------------- | ----------------------------------------------------------------------- |
| 1                                                                   | —                                                                     | —                                                                       |

Der Leichtathletik-Verband Kolumbiens stellte 14 Teilnehmerinnen und sechs Teilnehmer bei den Leichtathletik-Weltmeisterschaften 2013 in der russischen Hauptstadt Moskau.

## Ergebnisse

### Männer

#### Laufdisziplinen
| Athlet                | Disziplin   | Vorlauf     | Vorlauf | Halbfinale         | Halbfinale         | Finale             | Finale             |
| Athlet                | Disziplin   | Zeit        | Platz   | Zeit               | Platz              | Zeit               | Platz              |
| --------------------- | ----------- | ----------- | ------- | ------------------ | ------------------ | ------------------ | ------------------ |
| Bernardo Baloyes      | 200 m       | 22,37 s     | 54      | nicht qualifiziert | nicht qualifiziert | nicht qualifiziert | nicht qualifiziert |
| Rafith Rodríguez      | 800 m       | 1:46,76 min | 15      | 2:01,94 min        | 23                 | nicht qualifiziert | nicht qualifiziert |
| Éider Arévalo         | 20 km Gehen |             |         |                    |                    | DNF                | DNF                |
| Luis Fernando López   | 20 km Gehen |             |         |                    |                    | DNF                | DNF                |
| José Leonardo Montaña | 20 km Gehen |             |         |                    |                    | 1:23:50 h          | 17                 |
| Fredy Hernández       | 50 km Gehen |             |         |                    |                    | DNF                | DNF                |

### Frauen

#### Laufdisziplinen
| Athletin                                                                                | Disziplin    | Vorlauf        | Vorlauf | Halbfinale         | Halbfinale         | Finale             | Finale             |
| Athletin                                                                                | Disziplin    | Zeit           | Platz   | Zeit               | Platz              | Zeit               | Platz              |
| --------------------------------------------------------------------------------------- | ------------ | -------------- | ------- | ------------------ | ------------------ | ------------------ | ------------------ |
| Rosibel García                                                                          | 1500 m       | 4:15,38 min NR | 34      | nicht qualifiziert | nicht qualifiziert | nicht qualifiziert | nicht qualifiziert |
| Carolina Tabares                                                                        | 5000 m       | 16:22,81 min   | 20      |                    |                    | nicht qualifiziert | nicht qualifiziert |
| Lina Flórez                                                                             | 100 m Hürden | 13,16 s        | 18      | 13,01 s            | 15                 | nicht qualifiziert | nicht qualifiziert |
| Brigitte Merlano                                                                        | 100 m Hürden | 13,20 s        | 21      | 13,22 s            | 22                 | nicht qualifiziert | nicht qualifiziert |
| Erika Abril                                                                             | Marathon     |                |         |                    |                    | 2:55:13 h          | 39                 |
| Sandra Arenas                                                                           | 20 km Gehen  |                |         |                    |                    | 1:32:25 h          | 22                 |
| Sandra Galvis                                                                           | 20 km Gehen  |                |         |                    |                    | 1:33:49 h          | 33                 |
| Lina Flórez Yomara Hinestroza Maria Alejandra Idrobo Darlenis Obregón Eliecith Palacios | 4 × 100 m    | 43,65 s SB     | 15      |                    |                    | nicht qualifiziert | nicht qualifiziert |

#### Sprung/Wurf
| Athletin          | Disziplin   | Qualifikation | Qualifikation | Finale             | Finale             |
| Athletin          | Disziplin   | Weite         | Platz         | Weite              | Platz              |
| ----------------- | ----------- | ------------- | ------------- | ------------------ | ------------------ |
| Caterine Ibargüen | Dreisprung  | 14,52 m       | 2             | 14,85 m            | Gold               |
| Sandra Lemos      | Kugelstoßen | 17,55 m       | 17            | nicht qualifiziert | nicht qualifiziert |
| Flor Ruíz         | Speerwurf   | 57,47 m       | 23            | nicht qualifiziert | nicht qualifiziert |